# Martin Stocker
Martin Stocker (ur. 16 grudnia 1979 w Schladming) – austriacki narciarz alpejski, dwukrotny medalista mistrzostw świata juniorów.

## Kariera
Po raz pierwszy na arenie międzynarodowej Martin Stocker pojawił się 17 grudnia 1994 roku w Neustift im Stubaital, gdzie w zawodach FIS Race nie ukończył pierwszego przejazdu w gigancie. W 1997 roku wystartował na mistrzostwach świata juniorów w Schladming, gdzie zwyciężył w supergigancie. Dwa dni później zdobył srebrny medal w slalomie, rozdzielając na podium Mitję Dragšicia ze Słowenii i Niemca Floriana Eckerta. Na rozgrywanych rok później mistrzostwach świata juniorów w Megève był między innymi czwarty w supergigancie i siódmy w gigancie.
W zawodach Pucharu Świata zadebiutował 13 marca 1997 roku w Vail, zajmując 25. miejsce w supergigancie. Tym samym już w swoim debiucie zdobył pierwsze pucharowe punkty. Nigdy więcej nie wystartował w zawodach tego cyklu. W klasyfikacji generalnej sezonu 1996/1997 zajął 135. miejsce. Startował głównie w zawodach Pucharu Europy. W 2008 roku zakończył karierę.

## Osiągnięcia

### Mistrzostwa świata juniorów
| Miejsce | Dzień     | Rok  | Miejscowość | Konkurencja | Czas biegu  | Strata  | Zwycięzca      |
| ------- | --------- | ---- | ----------- | ----------- | ----------- | ------- | -------------- |
| 1.      | 27 lutego | 1997 | Schladming  | Supergigant | 1:14,96 min | -       | -              |
| DNF2    | 28 lutego | 1997 | Schladming  | Gigant      | 2:00,57 min | -       | Benjamin Raich |
| 2.      | 1 marca   | 1997 | Schladming  | Slalom      | 1:34,80 min | +0,36 s | Mitja Dragšič  |
| 23.     | 26 lutego | 1998 | Megève      | Zjazd       | 1:20,39 min | +1,54 s | Andreas Buder  |
| 4.      | 27 lutego | 1998 | Megève      | Supergigant | 1:27,52 min | +1,07 s | Freddy Rech    |
| 7.      | 28 lutego | 1998 | Megève      | Gigant      | 2:01,62 min | +1,38 s | Benjamin Raich |
| DNF2    | 1 marca   | 1998 | Megève      | Slalom      | 1:23,06 min | -       | Benjamin Raich |

### Puchar Świata

#### Miejsca w klasyfikacji generalnej
- sezon 1996/1997: 135.

#### Miejsca na podium
Stocker nigdy nie stawał na podium zawodów PŚ.